# DEPTOR
DEPTOR（DEP domain containing MTOR interacting protein）またはDEPDC6（DEP domain containing protein 6）は、ヒトではDEPTOR遺伝子によってコードされているタンパク質である。

## 構造
DEPTOR遺伝子は脊椎動物にのみみられる。ヒトでは、DEPTOR遺伝子は8番染色体8q24.12に位置し、409アミノ酸からなるタンパク質をコードしている。ヒトのDEPTORタンパク質には、N末端に2つのDEPドメイン、C末端に1つのPDZドメインが含まれている。

## 機能
DEPTORはmTORシグナル伝達経路に内因性の調節因子として関与しており、DEPTORとmTORの間での直接的な相互作用が示されている。DEPTORの過剰発現はmTORC1やmTORC2の活性をダウンレギュレーションすることがin vitroで示されており、またmTORC1とmTORC2はどちらもリン酸化によってDEPTORを阻害する。

## 代謝
DEPTORは、細胞自律的にアディポジェネシスを調節する。筋肉においては、Baf60cはDEPTORを介したAkt/PKBの活性化によって、筋線維を遅筋（酸化型）から速筋（解糖型）への切り替えを促進する。脳内では、DEPTORは海馬、視床下部内側基底部、脳室周囲器官に高発現している。視床下部内側基底部におけるDEPTORの過剰発現は、Akt/PKBシグナル伝達の調節によって高脂肪食誘発肥満からマウスを保護することが示されている。

## がん
大部分のがんではmTOR経路は構成的に活性化されており、DEPTORの発現は低いものの、多発性骨髄腫細胞ではDEPTORが過剰発現しており、生存に必要であることが明らかにされている。